# Marcos Sánchez Arriero
Marcos Sánchez Arriero (Villarreal, 26 de octubre de 2003) es un futbolista español que juega como lateral derecho en el Club Deportivo Lugo de la Primera Federación.

## Trayectoria
Nacido en Villarreal, se une al fútbol base del Villarreal CF en 2007, debutando con el equipo C el 2 de mayo de 2021 al entrar como suplente en los minutos finales en una victoria por 1-0 frente a la UD Benigànim en la Tercera División. Asciende definitivamente al segundo filial para la Tercera División RFEF 2021-22, y el 10 de septiembre de 2022 renueva su contrato con el club hasta 2025.
Asciende al filial para disputar la Segunda División de España 2023-24, logrando debutar el 4 de noviembre de 2023 al entrar como suplente en los minutos finales de una derrota por 0-3 frente al Sporting de Gijón.

### Internacional
En abril de 2019, fue convocado con la selección española sub-15 y sub-16 disputando un torneo internacional en Francia.
El 26 de octubre de 2021, debuta con la selección española sub-19 en un encuentro amistoso frente a Israel.
El 5 de julio de 2024, pasa a formar parte de la plantilla del Club Deportivo Lugo de la Primera Federación.

## Clubes
Actualizado al último partido disputado el 5 de enero de 2025.
| Club              | País   | Año       | Partidos | Goles |
| ----------------- | ------ | --------- | -------- | ----- |
| Villarreal CF "C" | España | 2021-2023 | 51       | 3     |
| Villarreal CF "B" | España | 2023-2024 | 3        | 0     |
| C.D. Lugo         | España | 2024.     | 10       | 1     |